# لوس رابانوس
لوس رابانوس هي بلدية تقع في مقاطعة سوريا، في منطقة قشتالة وليون، في إسبانيا. يبلغ عدد سكانها 479 نسمة وذلك حسب (المعهد الوطني للإحصاء) سنة 2017. تبلغ مساحتها 101,53 كم مربع، وترتفع عن سطح البحر 1,022 متر.

## التركيبة السكانية
في تعداد عام 2010 بلغ عدد سكان البلدية 520 نسمة، منهم 307 رجلا و213 امرأة.